# Aracely Arámbula
Aracely Arámbula Jacques (Città di Chihuahua, 6 marzo 1975) è una cantante e attrice messicana, con all'attivo tre album in studio e vincitrice di due Premios Tu Mundo come miglior attrice protagonista nel 2013 e 2017.

## Biografia

### Carriera attoriale
Ha iniziato a recitare in piccoli ruoli nelle telenovelas Prisionera de amor (1994), Acapulco, cuerpo y alma (1995) e Canción de Amor (1996). Dopo aver ottenuto il suo primo ruolo da protagonista nella telenovela Soñadoras (1998), ha recitato in Alma Rebelde (1999).
La sua consacrazione come attrice è arrivata nel 2000 con l'interpretazione in Abrázame muy fuerte prodotto da Salvador Mejía. 
Nel 2008 ha interrotto temporaneamente la sua carriera di attrice per fare la conduttrice del programma Todo Bebé. Nel 2009 è tornata sui set televisivi per recitare in Corazón salvaje. Nel 2010 ha recitato come protagonista della commedia Perfume de Gardênia.
Nel 2013, Aracely è tornata alle telenovelas con La Patrona; in seguito nel 2014 Telemundo l'ha scelta come protagonista di un melodramma basato sul romanzo di Victor Hugo Les Misérables.

### Carriera musicale
Nel 2001 Arambula ha inciso alcuni brani della colonna sonora di Abrazame Muy Fuerte. 
Nel 2003 è stata candidata ai Billboard Latin Music Awards nelle categorie miglior album, miglior duo e miglior canzone messicana con il suo disco di debutto Sólo Tuya (2003); successivamente nel 2004 ha pubblicato il secondo album in studio intitolato Sexy. Tre anni più tardi è uscito il suo terzo disco, Linea de Oro. 

## Discografia

### Album in studio
- 2002 - Sólo tuya
- 2004 - Sexy
- 2007 - Linea de Oro

### Soundtrack
- 2001 - Abrazame muy fuerte